# العلاقات البحرينية النمساوية
العلاقات البحرينية النمساوية هي العلاقات الثنائية التي تجمع بين البحرين والنمسا.

## مقارنة بين البلدين
هذه مقارنة عامة ومرجعية للدولتين:
| وجه المقارنة                                              | البحرين       | النمسا                                                    |
| --------------------------------------------------------- | ------------- | --------------------------------------------------------- |
| المساحة (كم2)                                             | 765           | 83.86 ألف                                                 |
| عدد السكان (نسمة)                                         | 1.49 مليون    | 8.81 مليون                                                |
| الكثافة السكانية (ن./كم²)                                 | 194.77 ألف    | 105.06                                                    |
| العاصمة                                                   | المنامة       | فيينا                                                     |
| اللغة الرسمية                                             | اللغة العربية | اللغة الألمانية، لغة الإشارة النمساوية ‏                   |
| العملة                                                    | دينار بحريني  | يورو، شلن نمساوي، رايخ مارك، شلن نمساوي                   |
| الناتج المحلي الإجمالي (بليون دولار)                      | 35.31 مليار   | 416.60 مليار                                              |
| الناتج المحلي الإجمالي (تعادل القوة الشرائية) بليون دولار | 64.16 مليار   | 426.99 مليار                                              |
| الناتج المحلي الإجمالي الاسمي للفرد دولار أمريكي          | 22.60 ألف     | 43.77 ألف                                                 |
| الناتج المحلي الإجمالي للفرد دولار أمريكي                 | 45.50 ألف     | 47.68 ألف                                                 |
| مؤشر التنمية البشرية                                      | 0.824         | 0.885                                                     |
| رمز المكالمات الدولي                                      | +973          | +43                                                       |
| رمز الإنترنت                                              | .bh           | .at                                                       |
| المنطقة الزمنية                                           | ت ع م+03:00   | توقيت وسط أوروبا، ت ع م+01:00، ت ع م+02:00، أوروبا/فيينا ‏ |

## منظمات دولية مشتركة
يشترك البلدان في عضوية مجموعة من المنظمات الدولية، منها:
| علم المنظمة | اسم المنظمة                               | تاريخ انضمام البحرين | تاريخ انضمام النمسا |
| ----------- | ----------------------------------------- | -------------------- | ------------------- |
|             | يونسكو                                    | 18 يناير 1972        | 13 أغسطس 1948       |
|             | وكالة ضمان الاستثمار متعدد الأطراف        | 12 أبريل 1988        | 16 ديسمبر 1997      |
|             | الأمم المتحدة                             | 21 سبتمبر 1971       | 14 ديسمبر 1955      |
|             | الفريق المعني برصد الأرض                  | ?                    | ?                   |
|             | الاتحاد البريدي العالمي                   | ?                    | ?                   |
|             | البنك الدولي للإنشاء والتعمير             | 15 سبتمبر 1972       | 27 أغسطس 1948       |
|             | الاتحاد الدولي للاتصالات                  | 1975                 | 1866                |
|             | منظمة حظر الأسلحة الكيميائية              | ?                    | ?                   |
|             | مؤسسة التمويل الدولية                     | 22 سبتمبر 1995       | 28 سبتمبر 1956      |
|             | المركز الدولي لتسوية المنازعات الاستشارية | 15 مارس 1996         | 24 يونيو 1971       |
|             | منظمة التجارة العالمية                    | ?                    | ?                   |
|             | منظمة الشرطة الجنائية الدولية             | ?                    | ?                   |

## وصلات خارجية
- موقع وزارة الخارجية البحرينية
- موقع وزارة الخارجية النمساوية